# 桃威觀屋風力發電站
桃威觀屋風力發電站位於臺灣桃園市觀音區，為隸屬於達德能源公司旗下的風力發電站，該發電站一共裝設2部風力發電機組，總裝置容量為4.6MW。

## 電廠概況

### 沿革
桃威觀屋風力發電站最早由德商英華威（InfraVest）所申請，英華威的慣例為每個風場均成立一個子公司，該申請案之業主為「桃威風力發電股份有限公司」，其為英華威旗下之子公司。2016年英華威在台灣可再生能源電廠被總部位於德國不萊梅的wpd AG收購，wpd AG在台灣成立「達德能源股份有限公司」（wpd Taiwan Energy Co. Ltd.），該風場與英華威申請之另一座風場「觀威觀音風力發電站」，在達德能源官網合稱「桃園市觀音區風力發電廠」。
桃威觀屋風力發電站共裝設2部風力發電機組，其為2011年所建。

### 運轉
在台電機組發電量統計中，「桃威觀屋」與「觀威觀音」兩座電廠發電量為合併計算，但在發電廠統計為分開計算。

## 電廠位置
桃威觀屋風力發電站總計有2部機組（第39、40號風機），均位於桃園市觀音區保生里。

## 設備

### 發電機組
| 風力發電機類型                  | 風力發電類型 | 機組數量 | 裝置容量（MW） | 商轉日期 | 狀態   |
| ------------------------------- | ------------ | -------- | -------------- | -------- | ------ |
| 德国愛納康公司製E70型風力發電機 | 陸域風力發電 | 2        | 4.6MW          | 2011年   | 商轉中 |

## 資料來源
1. ↑  . 黃頁任意門.   [2020-01-26] （中文（臺灣））.
2. ↑  . 中國時報. 2019-03-24  [2020-01-26] （中文（臺灣））.
3. 1 2  . 達德能源.   [2020-01-26]. （原始内容存档于2019-12-09） （中文（臺灣））.
4. ↑  . 台灣電力公司.   [2020-01-26]. （原始内容存档于2019-06-23） （中文（臺灣））.
5. ↑  . 台灣電力公司.   [2020-01-26]. （原始内容存档于2019-06-30） （中文（臺灣））.
6. ↑  . 桃園市觀音區公所. 2016-12-22  [2020-01-26] （中文（臺灣））.[]